# Vicente Ventosa Martínez de Velasco
Vicente Ventosa Martínez de Velasco (Briviesca, 1837 - Madrid, 14 de novembre de 1919) fou un astrònom espanyol, acadèmic de la Reial Acadèmia de Ciències Exactes, Físiques i Naturals.

## Biografia
Fou primer astrònom i director de l'Observatori Astronòmic de Madrid. El 1868 va començar a observar les taques solars, que va registrar des de 1876 i envià els resultats a l'Observatori de Zuric. També va observar les òrbites de Neptú i Plutó.
Entre les seves aportacions a la meteorologia, va inventar un anemòmetre integrador, un elipsògraf i un mètode per determinar la velocitat del vent en les capes superiors de l'atmosfera mitjançant l'observació de les ondulacions aparents de la vora dels astres. Quan a matemàtiques, va ampliar el mètode de Gräffe per a la resolució de les equacions numèriques. En 1897 fou nomenat acadèmic de la Reial Acadèmia de Ciències Exactes, Físiques i Naturals, però no en va prendre possessió fins 1905 amb el discurs Exposición de los conocimientos adquiridos acerca de los movimientos estelares.

## Obres
- Método para determinar la dirección del viento por las ondulaciones del borde de los astros...  (1890)